# Associazione Calcio Prato 1997-1998
Questa pagina raccoglie le informazioni riguardanti l'Associazione Calcio Prato nelle competizioni ufficiali della stagione 1997-1998.

## Rosa
| N. |                   | Ruolo | Calciatore             |
| -- | ----------------- | ----- | ---------------------- |
|    | Italia (bandiera) | P     | Gabriele Aldegani      |
|    | Italia (bandiera) | D     | Marco Ambrogioni       |
|    | Italia (bandiera) | D     | Davide Barni           |
|    | Italia (bandiera) | P     | Alessandro Brunetti    |
|    | Italia (bandiera) | C     | Francesco Campolattano |
|    | Italia (bandiera) | D     | Federico Cavola        |
|    | Italia (bandiera) | C     | Andrea Chiopris Gori   |
|    | Italia (bandiera) | C     | Michele De Simone      |
|    | Italia (bandiera) | C     | Massimo Gallaccio      |
|    | Italia (bandiera) | D     | Ivanoe Lanzara         |
|    | Italia (bandiera) | D     | Nicola Legrottaglie    |
|    | Italia (bandiera) | C     | Riccardo Magherini     |

| N. |                   | Ruolo | Calciatore                 |
| -- | ----------------- | ----- | -------------------------- |
|    | Italia (bandiera) | C     | Cristian Mauro             |
|    | Italia (bandiera) | A     | Mario Morfeo (II)          |
|    | Italia (bandiera) | D     | Marco Piccioni             |
|    | Italia (bandiera) | D     | Luca Pinton                |
|    | Italia (bandiera) | D     | Matteo Placida             |
|    | Italia (bandiera) | C     | Nathan Schiavon            |
|    | Italia (bandiera) | A     | Nazzareno Tarantino        |
|    | Italia (bandiera) | A     | Filippo Massimo Vallarella |
|    | Italia (bandiera) | A     | Marco Veronese             |
|    | Italia (bandiera) | A     | Massimiliano Vieri         |
|    | Italia (bandiera) | D     | Damiano Vitiello           |

## Risultati

### Campionato

#### Girone di andata
| 31 agosto 1997 1ª giornata | Prato | 1 – 1 | Fiorenzuola |  |

| 7 settembre 1997 2ª giornata | Lecco | 1 – 0 | Prato |  |

| 14 settembre 1997 3ª giornata | Prato | 3 – 2 | Cremonese |  |

| 21 settembre 1997 4ª giornata | Modena | 1 – 0 | Prato |  |

| 28 settembre 1997 5ª giornata | Prato | 0 – 0 | Siena |  |

| 5 ottobre 1997 6ª giornata | Prato | 1 – 1 | Saronno |  |

| 12 ottobre 1997 7ª giornata | Pistoiese | 1 – 0 | Prato |  |

| 19 ottobre 1997 8ª giornata | Prato | 2 – 1 | Carrarese |  |

| 26 ottobre 1997 9ª giornata | Montevarchi | 3 – 1 | Prato |  |

| 9 novembre 1997 10ª giornata | Prato | 0 – 0 | Carpi |  |

| 16 novembre 1997 11ª giornata | Prato | 0 – 0 | Cesena |  |

| 23 novembre 1997 12ª giornata | Alzano Virescit | 2 – 0 | Prato |  |

| 30 novembre 1997 13ª giornata | Lumezzane | 2 – 0 | Prato |  |

| 14 dicembre 1997 14ª giornata | Prato | 1 – 1 | Alessandria |  |

| 21 dicembre 1997 15ª giornata | Livorno | 1 – 3 | Prato |  |

| 28 dicembre 1997 16ª giornata | Prato | 2 – 1 | Como |  |

| 11 gennaio 1998 17ª giornata | Brescello | 0 – 0 | Prato |  |

#### Girone di ritorno
| 18 gennaio 1998 18ª giornata | Fiorenzuola | 0 – 1 | Prato |  |

| 25 gennaio 1998 19ª giornata | Prato | 0 – 1 | Lecco |  |

| 1º febbraio 1998 20ª giornata | Cremonese | 2 – 1 | Prato |  |

| 8 febbraio 1998 21ª giornata | Prato | 0 – 2 | Modena |  |

| 15 febbraio 1998 22ª giornata | Siena | 2 – 0 | Prato |  |

| 22 febbraio 1998 23ª giornata | Saronno | 1 – 0 | Prato |  |

| 1º marzo 1998 24ª giornata | Prato | 0 – 0 | Pistoiese |  |

| 8 marzo 1998 25ª giornata | Carrarese | 0 – 1 | Prato |  |

| 15 marzo 1998 26ª giornata | Prato | 0 – 0 | Montevarchi |  |

| 22 marzo 1998 27ª giornata | Carpi | 1 – 0 | Prato |  |

| 5 aprile 1998 28ª giornata | Cesena | 3 – 0 | Prato |  |

| 11 aprile 1998 29ª giornata | Prato | 0 – 3 | Alzano Virescit |  |

| 19 aprile 1998 30ª giornata | Prato | 1 – 1 | Lumezzane |  |

| 26 aprile 1998 31ª giornata | Alessandria | 2 – 3 | Prato |  |

| 3 maggio 1998 32ª giornata | Prato | 0 – 0 | Livorno |  |

| 10 maggio 1998 33ª giornata | Como | 0 – 0 | Prato |  |

| 17 maggio 1998 34ª giornata | Prato | 3 – 2 | Brescello |  |